# El Pont de Bar
El Pont de Bar település Spanyolországban, Lleida tartományban. El Pont de Bar Lles de Cerdanya, Les Valls de Valira, Montellà i Martinet, Cava, Arsèguel és Estamariu községekkel határos. Lakosainak száma 165 fő (2024).

## Népesség
A település népessége az utóbbi években az alábbiak szerint változott:
| Lakosok száma | 377  | 695  | 516  | 357  | 172  | 153  | 197  | 172  | 157  | 165  |
|               | 1717 | 1887 | 1936 | 1960 | 1986 | 2004 | 2009 | 2014 | 2019 | 2024 |